# Machakos (distrikt)
Machakos är ett av Kenyas 71 administrativa distrikt, och ligger i provinsen Östprovinsen. År 1999 hade distriktet 906 644 invånare. Huvudorten är Machakos.

## Tätorter i Machakos distrikt
| Stad/tätort   | Befolkning (2009) | Ranking i Kenya (efter befolkningsstorlek) |
| ------------- | ----------------- | ------------------------------------------ |
| Kangundo-Tala | 218,557           | 9                                          |
| Machakos      | 150,041           | 13                                         |
| Athi River    | 139,380           | 15                                         |
| Kathiani      | 3,365             | 195                                        |
| Masii         | 2,501             | 211                                        |